# NCC Education
NCC Education Ltd. là cơ quan đào tạo và cấp bằng toàn cầu  về giáo dục của Chính phủ Anh. Công ty cung cấp cho sinh viên cơ hội đạt được các bằng cấp của Anh được quốc tế công nhận bằng cách theo học tại một trong các mạng lưới Trung tâm Đối tác được Công nhận trên toàn cầu của NCC Education  thông qua học tại lớp hoặc học trực tuyến.

## Lịch sử
Ban đầu NCC là một phần của Trung tâm Máy tính Quốc gia. NCC Education ban đầu được thành lập như một sáng kiến về CNTT của Chính phủ Anh vào năm 1966. NCC Education bắt đầu cung cấp các bằng cấp CNTT vào năm 1976 và từ năm 1997 đã phát triển danh mục Giáo dục Đại học để đào tạo các chương trình Kinh doanh và một loạt các chương trình nền tảng. Từ đầu năm 2002, NCC Education bắt đầu cung cấp các chương trình đào tạo Công nghệ Thông tin Truyền thông (ICT) cho các trường học.

## Hôm nay
Ngày nay, NCC Education có mạng lưới Trung tâm Đối tác được Công nhận rộng khắp tại hơn 50 quốc gia. Các văn phòng quốc tế đặt của NCC Education tại Vương quốc Anh (Manchester), Trung Quốc (Bắc Kinh), Malaysia (Kuala Lumpur), Singapore và Nam Phi (Cape Town) và luôn tuyển dụng các nhà quản lý học thuật trên toàn thế giới. NCC Education được công nhận bởi Cơ quan Quản lý Chất lượng và Chương trình giảng dạy (QCA) và được quy định bởi Ofqual. Được Bộ Kinh doanh, Đổi mới và Kỹ năng (DBIS) ở Vương quốc Anh công nhận.
Các bằng cấp của NCC Education được một số trường đại học ở Vương quốc Anh quy định rõ ràng và có thể nhập học vào năm thứ nhất, hai và ba tại các trường đại học cụ thể. NCC Education đang hợp tác chặt chẽ với Đại học Central Lancashire (UCLan) và Đại học Greenwich.